# Botanophila acudepressa
Botanophila acudepressa este o specie de muște din genul Botanophila, familia Anthomyiidae, descrisă de Fan și Ma în anul 1984. Conform Catalogue of Life specia Botanophila acudepressa nu are subspecii cunoscute.